# Euforie

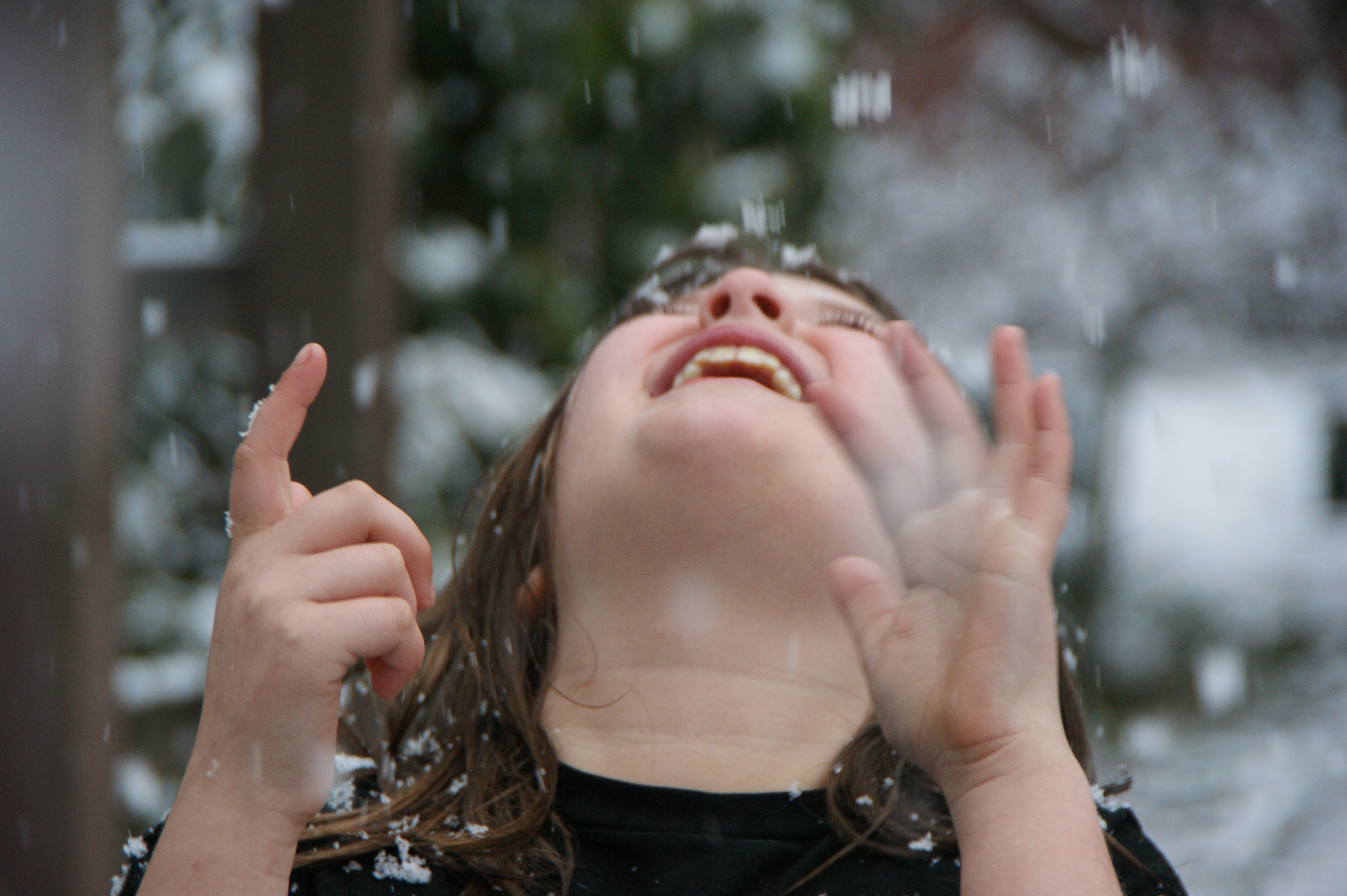
Een spelend kind dat grote vreugde uitstraalt

Euforie (van het Grieks ευφορία, euphoria) is een extreem gevoel van vreugde.
Het gevoel van euforie komt met name voor wanneer een extreme prestatie verricht is. Na een marathon voelen mensen zich bijvoorbeeld extreem gelukkig, terwijl ze lichamelijk vaak totaal uitgeput zijn. Een van de factoren die bijdragen aan een gevoel van euforie, is de aanwezigheid van endorfinen (endogene morfinen) in het lichaam.
Als het gevoel van blijdschap niet in verhouding staat tot de omstandigheden, kan er sprake zijn van een manische episode.
Euforie is het tegengestelde van dysforie.